# P-12 (radar)
Radarul P-12 (în limba rusă ”Енисей”, index GRAU 1RL14, după clasificarea NATO ”Spoon Rest”) a fost o stație de radiolocație sovietică, mobilă care lucra în gama de unde metrice, pusă în exploatare în anul 1956. A fost în înzestrarea unităților din Apărarea Antiaeriană a Teritoriului, Forțele Aeriene, Marina Militară și Apărarea Antiaeriană a Trupelor de Uscat. Radarul a fost și în înzestrarea țărilor fostului Tratat de la Varșovia, inclusiv în Armata României. În prezent nu se exploatează.  

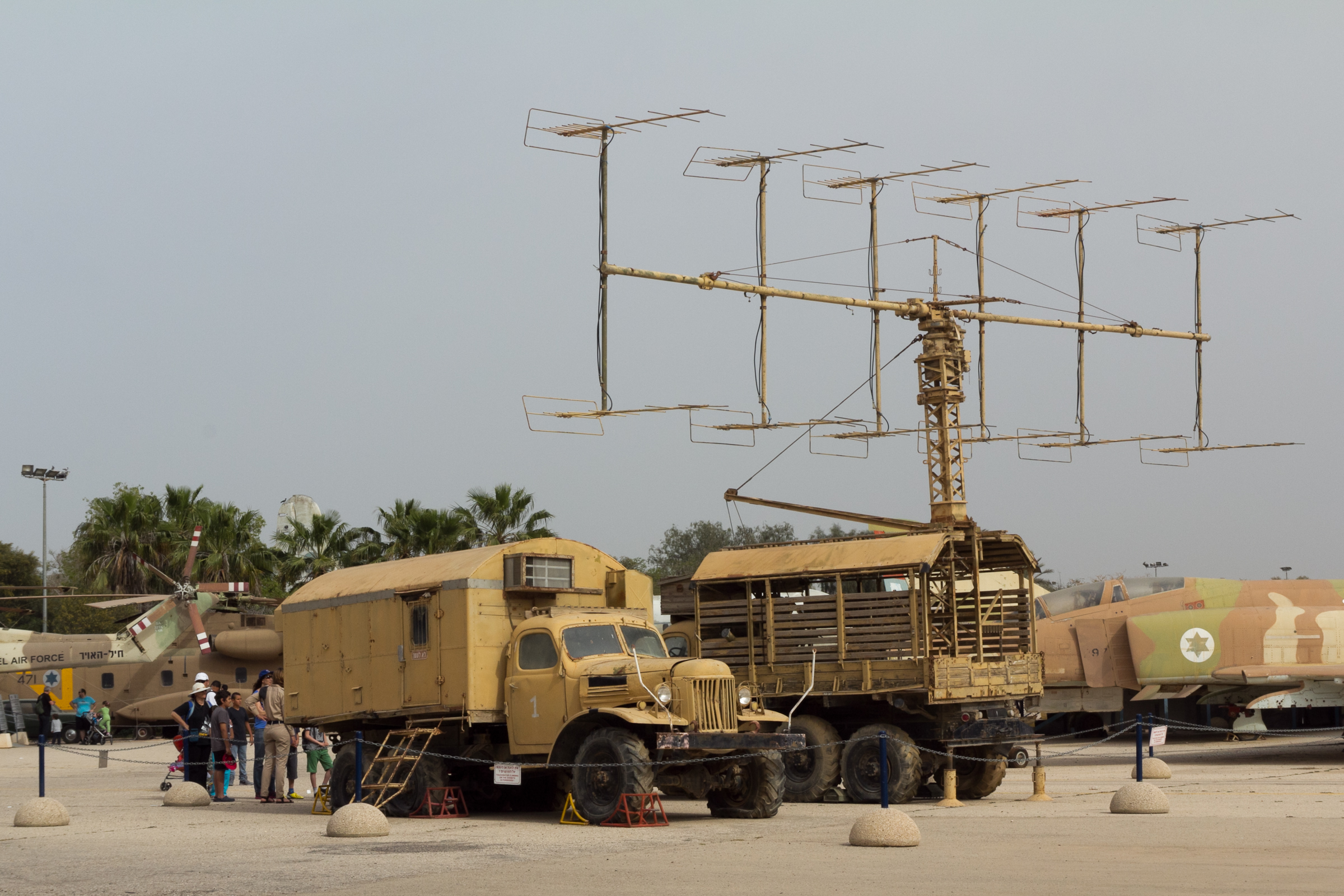
Radarul P-12 capturat în decembrie 1969 de comandoul israelian din teritoriul egiptean în urma unei operații de comando.
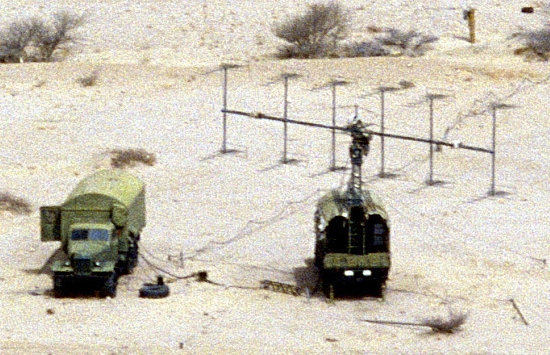
Radarul P-12MA (Spoon Rest A) operat de trupele din Somalia în timpul exercițiului EASTERN '83.
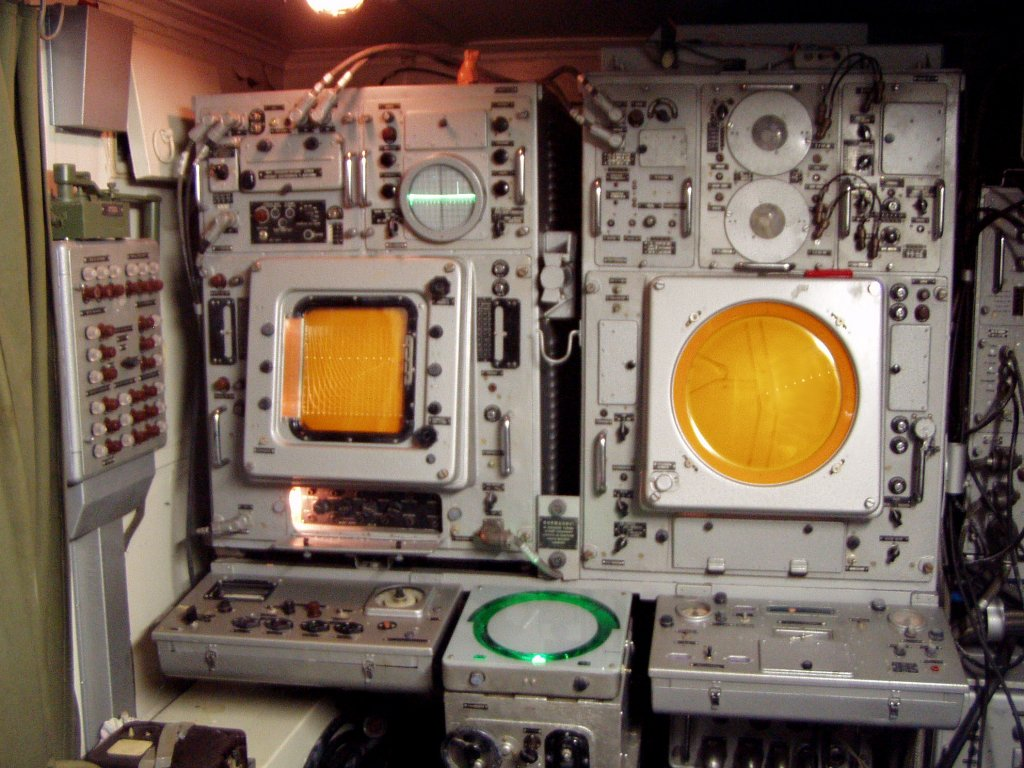
Indicatorii radarului P-12NP; în stânga indicatorul de înălțime; în dreapta indicatorul de observare circulară; în mijloc goniometrul.
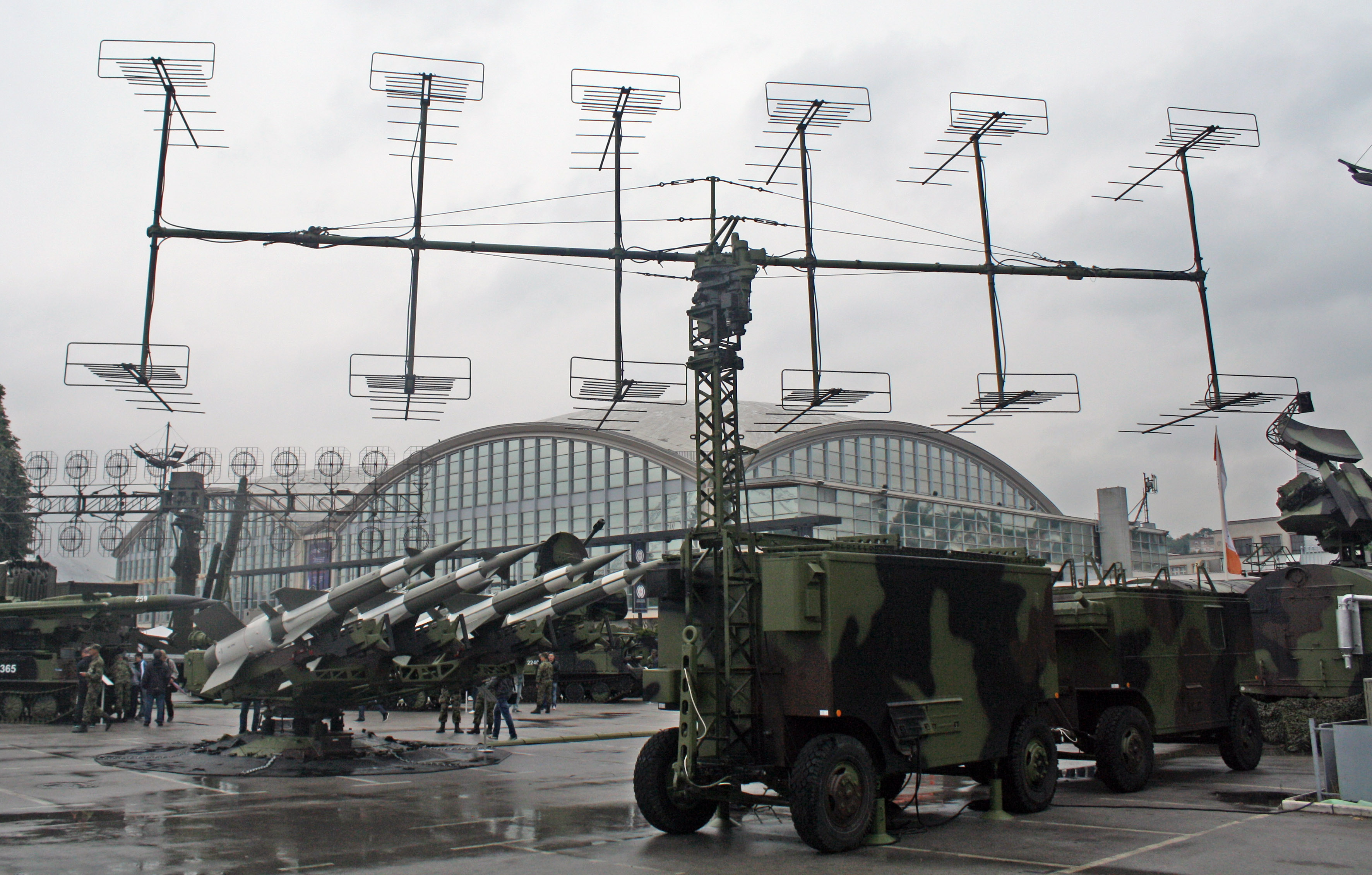
Radarul P-12M la expoziția militară ”Partner 2015” în Serbia.

## Scurt istoric
Prototipul radarului P-12 l-a constituit radarul P-10), realizat în anul 1953. Radarul P-12 a fost proiectat și realizat în anii 1954 - 1956 de către Biroul Special de Construcții al uzinei 197 (SKB-197) sub conducerea coordonatorului principal E. V. Bukvalov. A fost introdus în înzestrarea forțelor armate ale URSS în anul 1956 și a fost produs în serie de către uzina de televiziune V.I. Lenin din orașul Gorki (în prezent Nijnii Novgorod). Radarul P-12 a fost prima stație de radiolocație care s-a exportat (în afara statelor Tratatului de la Varșovia). Radarele  P-12 au luat parte la acțiunile de luptă din Vietnam și Orientul Apropiat. Una din stații a fost capturată de către desantul israelian, în luna decembrie 1969, în cursul războiului de uzură egipteano-israelian (1967 - 1970).   

## Destinație
Radarul P-12 a fost destinat pentru descoperirea la timp și urmărirea mijloacelor aeriene de zbor, în limitele zonei de cercetare a spațiului aerian, determinarea apartenenței de stat și transmiterea coordonatelor acestora (distanță, azimut și înălțime) beneficiarilor de informații despre situația aeriană.

## Scurtă prezentare
Radarul P-12 a fost echipat cu un rând de aparatură de protecție la bruiaj (sistem de selecție a țintelor mobile – SȚM) și aparatură de reacordare în frecvență precum și cu interogator terestru prin radiolocație NRZ-12, în sistemul ”Kremnîi-2”. 
Stația a avut trei indicatori: indicator de observare circulară (IOC), indicator de înălțime (IH) și un IOC portativ care se putea instala în punctele de comandă ale unităților din Apărarea Antiaeriană a Teritoriului, Forțele Aeriene și Marina Militară. 
Una din cele mai importante modernizări a radarului o reprezintă instalarea unui nou sistem de antenă-fider de bandă largă tip ”canal de undă”, o construcție mai ușoară. Pe fiecare din cele două etaje ale noii antene au fost dispuse șase astfel de "canale de undă", care au ajutat la reducerea nivelului lobilor laterali până la 4% (în putere). Simultan în stație s-a introdus un automat de reacordare precisă pe altă frecvență, o schemă de acumulare a semnalului util și o serie de alte modificări structurale.
Principalele diferențe între radarul P-12 și P-10: 
- intervalul frecvenței de lucru modificat;
- reacordarea automată pe una dintre cele 4 frecvențe pre-configurate;
- o determinare mai precisă a coordonatelor;
- mărirea distanței și a plafonului de descoperire;
- îmbunătățirea protecției împotriva bruiajului activ și pasiv.

Radarul P-12 a fost folosit nu numai pentru a descoperi țintele aeriene și a transmite date pentru artileria antiaeriană, aviația de vânătoare dar și pentru complexele de rachete antiaeriene S-75 apărute în anii '50 în sistemul de apărare antiaeriană a țării, trupelor și flotei.
- Modernizări

În toată perioada de exploatare s-a realizat modernizarea radarului P-12 în următoarele variante:
- P-12M ”Enisei-M” introdus în exploatare în anul 1956. În anul 1959 radarului P-12M i-a fost schimbată gama de frecvență cu 10 MHz.
- P-12MP ”Sdvig-K”, cu aparatura în două remorci, introdus în exploatare în anul 1959. P-12MP a avut o fiabilitate crescută reducându-se radiația laterală și s-a realizat posibilitatea de conjugare cu stația de radiolocație de gamă centimetrică și, de asemenea, cu complexul automatizat de conducere a formațiunilor din Apărarea Antiaeriană, ”Vozduh-Ș”. În anul 1970, în radarul P-12MP s-au introdus noi elemente suplimentare: echipament pentru protecția împotriva rachetelor antiradar de tip "Shrike", schema de reglare automată a amplificării după zgomot (ȘARU) la receptor. S-a prevăzut conjugarea cu stația P-15  pentru lucrul la un indicator comun de observare circulară portativ.
- P-12MA ”Sdvig 2K”, cu aparatura în două mașini, (după clasificarea NATO ”Spoon Rest A”), introdus în exploatare în anul 1960.
- P-12NA ”Irtâș” (după clasificarea NATO ”Spoon Rest C”). O dezvoltare a radarului P-12MA dispus pe două mașini. Introdus în exploatare în anul 1965.
- P-12NP ”Irtâș” (după clasificarea NATO ”Spoon Rest B”). O dezvoltare a radarului P-12MA dispus pe două remorci. Introdus în exploatare în anul 1965.
- Unele diferențe ale P-12NA (NP) față de P-12MA (MP):
  - a crescut plafonul și distanța de descoperire;
  - s-au îndeplinit cerințele pentru fiabilitate;
  - s-a realizat o ecranare completă a aparaturii cabinei și ascunderea acordării emițătorului pe frecvențele de rezervă folosind echivalentul antenei de emisie;
  - s-a prevăzut lucrul în comun pe aceeași frecvență de repetiție a impulsurilor emise și rotirea sincronă a antenei cu alte stații de radiolocație și sisteme.
- În cursul lucrărilor de îmbunătățire a caracteristicilor radarului P-12NA au fost efectuate  următoarele a modernizări:
  - s-a implementat comanda și controlul de la un indicator de observare circulară portativ, dispus la o distanță de 500 m față de radar, prin cabluri de legătură;
  - s-a introdus protecția împotriva rachetelor dirijate pe fasciculul radar;
  - timpul de cuplare al stației s-a redus de la 5 la 3 minute.
- Ca urmare a modernizării în radar s-au introdus:
  - 5 noi blocuri;
  - 13 blocuri modificate;
  - 5 dulapuri modificate;
  - fiabilitatea a crescut de 1,7 ori;
  - s-au îmbunătățit în mod semnificativ principalii parametri: distanța de descoperire, plafonul și precizia determinării coordonatelor;
  - s-a redus timpul de desfășurare (trecerea din poziția de marș în poziția de lucru);
  - s-a asigurat lucrul la altitudinea până la 4.000 m deasupra nivelului mării.

Toate radarele P-12 au avut în dotare interogatorul terestru prin radiolocație NRZ-12 pentru determinarea apartenenței de stat a aparatelor de zbor.
Totodată s-au făcut lucrări pentru trecerea stației P-12MP pe o nouă structură și conjugarea ei cu un nou sistem de identificare a apartenenței de stat a avioanelor ("Kremnîi-2M"). Ca urmare a acestei modernizări stația radar a fost numită P-18 ("Terek" - 1RL131) și după testul din 1971 a fost admisă în exploatare.

## Date tehnico-tactice
- frecvența de lucru, gama metrică: 150 – 170 MHz;
- frecvența de repetiție a impulsurilor: 360 Hz;
- durata impulsului de sondaj: 6 microsecunde;
- puterea emițătorului în impuls: 160 – 250 kw;
- puterea medie a emițătorului: 540 W;
- distanța de descoperire: 250 km;
- înălțimea de descoperire: 25 km;
- capacitatea de separare în distanță: 500 m;
- lățimea diagramei de directivitate în plan orizontal: 8 grade;
- viteza de rotire a antenei: de la 1 la 10 rotiri pe minut.